# آمبر گرید
آمبر گرید (انگلیسی: Amber Grid) شرکت برق لیتوانیایی است، که در سال ۲۰۱۳ تأسیس شد.